# (464247) 2015 DW142
(464247) 2015 DW142 es un asteroide perteneciente al cinturón de asteroides, descubierto el 30 de noviembre de 1999 por el equipo Spacewatch desde el Observatorio Nacional de Kitt Peak (Arizona, Estados Unidos).